# Valley Grove
Valley Grove est un village américain situé dans le comté d'Ohio en Virginie-Occidentale.
Selon le recensement de 2010, Valley Grove compte 378 habitants. La municipalité s'étend sur 0,55 milles carrés (1,42 km2).